# Lomtjärnen (Delsbo socken, Hälsingland, 685965-153489)
Lomtjärnen är en sjö i Hudiksvalls kommun i Hälsingland och ingår i Delångersåns huvudavrinningsområde.